# Experimentele evolutie
Experimentele evolutie is het gebruik van laboratoriumexperimenten of gecontroleerde veldproeven om de evolutionaire dynamiek te onderzoeken. Evolutie kan in het laboratorium worden waargenomen als individuen/populaties zich aanpassen aan nieuwe omgevingsomstandigheden door natuurlijke selectie.
Er zijn twee verschillende manieren waarop aanpassing kan ontstaan in de experimentele evolutie. Eén daarvan is dat een individueel organisme een nieuwe gunstige mutatie verkrijgt.. De andere is een allel frequentieverandering in de genetische variatie die al aanwezig is in een populatie van organismen. Andere evolutionaire krachten buiten mutatie en natuurlijke selectie kunnen ook een rol spelen of worden opgenomen in experimentele evolutiestudies, zoals genetische drift en gene flow.
Welk organisme wordt gebruikt, wordt bepaald door de onderzoeker, op basis van de te testen hypothese. Er zijn veel generaties nodig om adaptieve mutatie te laten plaatsvinden, waarom experimentele evolutie via mutatie wordt uitgevoerd in virussen of eencelligen met snelle generatietijden, zoals bacteriën en aseksuele klonale gist. Polymorfe populaties van aseksuele of seksuele gist, en meercellige eukaryoten zoals Drosophila kunnen zich aanpassen aan nieuwe omgevingen door allelfrequentieverandering in bestaande genetische variatie. Organismen met langere generatietijden kunnen, hoewel kostbaar, worden gebruikt in experimentele evolutie. Laboratoriumstudies met vossen en met knaagdieren (zie hieronder) hebben aangetoond dat opmerkelijke aanpassingen kunnen plaatsvinden binnen slechts 10-20 generaties, ook experimenten met wilde guppies hebben aanpassingen waargenomen binnen vergelijkbare aantallen generaties.
Meer recentelijk worden experimenteel ontwikkelde individuen of populaties vaak geanalyseerd door het hele genoom te sequencen, een benadering die bekend staat als beoordeel de verandering en sequence opnieuw (E&R-Evolve and Resequence). E&R kan mutaties identificeren die leiden tot aanpassing bij klonale individuen of allelen identificeren die in frequentie veranderden in polymorfe populaties, door de sequenties van individuen/populaties voor en na aanpassing te vergelijken. De sequentiegegevens maken het mogelijk om de plaats in een DNA-sequentie te lokaliseren waar een mutatie/allelfrequentieverandering heeft plaatsgevonden, die de aanpassing tot stand heeft gebracht. De aard van de aanpassing en functionele vervolgstudies kunnen inzicht geven in welk effect de mutatie/allel heeft op fenotype.

## Geschiedenis

### Domesticatie en fokken

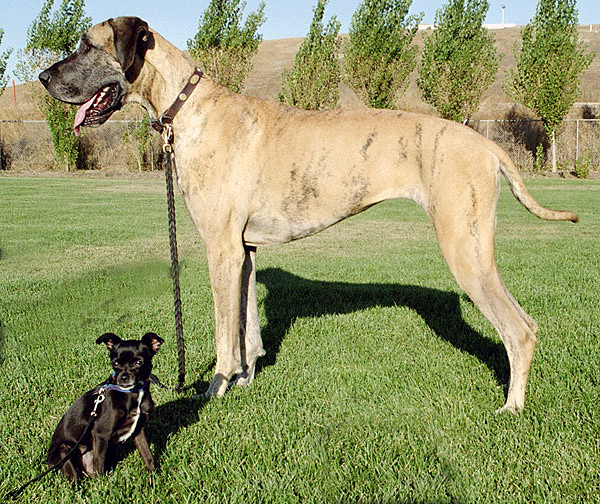
Deze Chihuahua-bastaardhond en Duitse dog laten het brede scala aan afmetingen van honden zien verkregen door kunstmatige selectie.

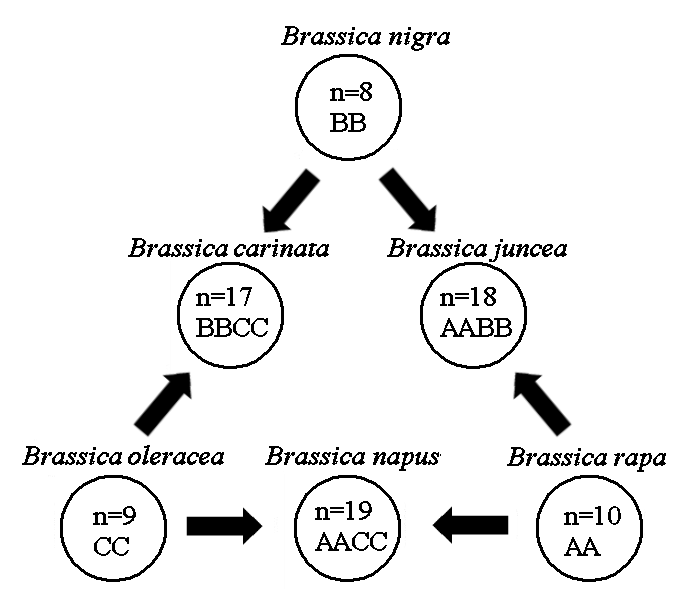
Afstamming koolsoorten

Onbewust hebben mensen evolutie-experimenten uitgevoerd zolang ze planten en dieren gedomesticeerd hebben. Veredeling van planten en fokken van dieren heeft geleid tot rassen en variëteiten die dramatisch verschillen van hun oorspronkelijke wildtype-voorouders. Voorbeelden zijn de koolsoorten, banaan, maïs, of het grote aantal verschillende hondenrassen. Het fokken van rassen en variëteiten door de mens die extreme verschillen vertonen in één enkele soort werd al erkend door Charles Darwin. In feite begon hij zijn boek The Origin of Species met een hoofdstuk over de variatie bij huisdieren. In dit hoofdstuk besprak Darwin vooral de duif.

### Vroegste experimenten

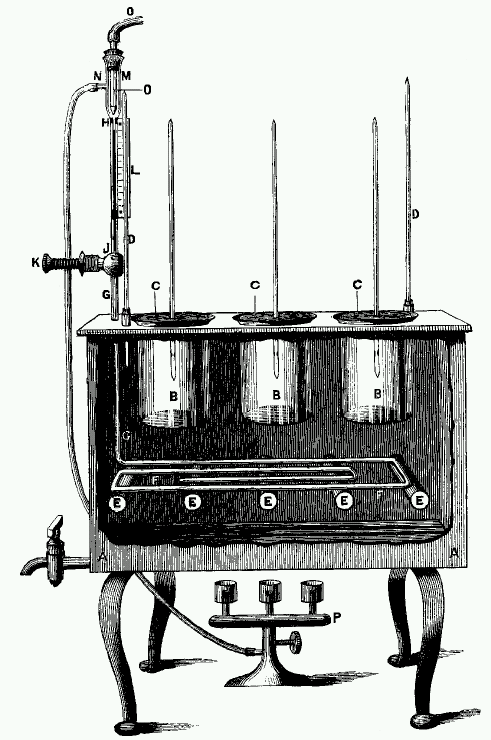
Tekening van de incubator die Dallinger gebruikte in zijn evolutie-experimenten.

Een van de eersten die een gecontroleerd evolutie-experiment uitvoerde was William Dallinger. Aan het einde van de 19e eeuw kweekte hij gedurende een periode van zeven jaar (1880-1886) kleine eencelligen in een op maat gemaakte broedmachine. Dallinger verhoogde langzaam de temperatuur van de broedmachine van aanvankelijk 60°F tot 158°F. De vroege culturen vertoonden duidelijke tekenen van angst bij een temperatuur van 73°F, en waren zeker niet in staat om te overleven bij 158°F. De organismen die Dallinger aan het einde van het experiment in zijn incubator had, waren daarentegen prima in orde bij 158 ° F. Deze organismen zouden echter niet langer groeien bij de aanvankelijke 60°F. Dallinger concludeerde dat hij in zijn broedmachine bewijs had gevonden voor de darwinistische aanpassing en dat de organismen zich hadden aangepast om in een omgeving met hoge temperaturen te kunnen leven. De broedmachine van Dallinger werd per ongeluk vernietigd in 1886 en Dallinger kon deze onderzoekslijn niet voortzetten.
In de jaren 1880 tot 1980 werd experimentele evolutie met tussenpozen beoefend door een verscheidenheid aan evolutiebiologen, waaronder de zeer invloedrijke Theodosius Dobzhansky. Net als bij ander experimenteel onderzoek in de evolutiebiologie in deze periode ontbrak het bij veel van dit werk aan uitgebreide herhalingen en werd het slechts gedurende relatief korte perioden van de evolutionaire tijd uitgevoerd.

## Latere experimenten
Experimentele evolutie is in verschillende experimenten uitgevoerd om onderliggende evolutionaire processen in een gecontroleerd systeem te begrijpen. Er is experimentele evolutie uitgevoerd op meercelligen en eencelligen eukaryoten, prokaryoten, en virussen. Vergelijkbare proeven zijn ook uitgevoerd door gerichtete evolutie van individuele enzymen, ribozymen en zelfreplicerende genen.

### Bladluizen

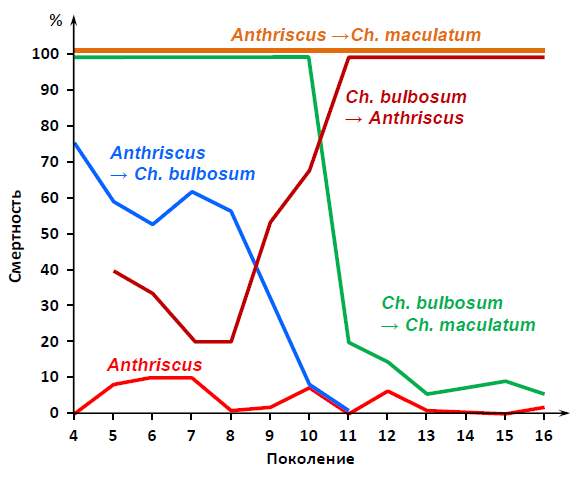
Grafische voorstelling. поколения=generaties, Смертность=sterfte

In de jaren vijftig voerde de Sovjet-bioloog Georgy Shaposhnikov experimenten uit op bladluizen van het geslacht Dysaphis. In het experiment met D. antkrisci rnajkopica Shap. (fluitenkruidluis) zijn afstammelingen van één oorspronkelijk individu – de stichter – sinds mei opgegroeid op hun secundaire gastheer (Anthriscus nemorosa). Een ander deel van de nakomelingen van hetzelfde oorspronkelijke individu is acht generaties lang opgegroeid op een plant waar ze weinig aan hadden (Chaerophyllum bulbosum). Door het proces van intensieve natuurlijke selectie hebben de bladluizen zich volledig aangepast aan de nieuwe plantensoort. Tegelijkertijd verloren ze het vermogen om op hun vorige gastheer (Anthriscus nemorosa) te leven en verwierven ze het vermogen om zich aan te passen aan een voorheen ongeschikte plant (Chaerophyllum maculatum), waarop ze vervolgens normaal leefden en zich vele generaties lang voortplanten. Als gevolg van divergentie ontstond een nieuwe soort. Het verwierf statistisch significante morfologische verschillen met de oorspronkelijke vorm en verloor tegelijkertijd enkele van de belangrijkste verschillen met de nauw verwante vorm D. chaerophyllina

### Fruitvliegjes
Een van de eerste van een nieuwe golf van experimenten waarbij deze strategie werd gebruikt, was de laboratorium-"evolutionaire straling" van Drosophila melanogaster-populaties waarmee Michael R. Rose in februari 1980 begon. Dit systeem begon met tien populaties, waarvan er vijf op latere leeftijd werden gekweekt en vijf op jonge leeftijd werden gekweekt. Sindsdien zijn er met deze laboratoriumstraling meer dan 200 verschillende populaties gecreëerd, waarbij de selectie zich op meerdere karakters richtte. Sommige van deze sterk gedifferentieerde populaties zijn ook ‘achteruit’ of ‘omgekeerd’ geselecteerd, door experimentele populaties terug te brengen naar hun voorouderlijk cultuurregime. Honderden mensen hebben gedurende het grootste deel van drie decennia met deze populaties gewerkt. Veel van dit werk is samengevat in de artikelen verzameld in het boek Methuselah Flies.
De eerste experimenten met de vliegen waren beperkt tot het bestuderen van fenotypen, maar de moleculaire mechanismen, dat wil zeggen de veranderingen in het DNA die dergelijke veranderingen mogelijk maakten, konden niet worden geïdentificeerd. Dit veranderde met de genomics-technologie. Vervolgens bedacht Thomas Turner de term Evolve and Resequence (E&R). Verschillende onderzoeken gebruikten de E&R-aanpak met wisselend succes. Een van de interessantere experimentele evolutiestudies werd uitgevoerd door de groep van Gabriel Haddad aan de UC San Diego, waar Haddad en collega's vliegen ontwikkelden voor het aanpassen aan omgevingen met weinig zuurstof, ook wel bekend als hypoxie. Na 200 generaties gebruikten ze de E&R-aanpak om genomische regio's te identificeren die door natuurlijke selectie waren geselecteerd in de aan hypoxie aangepaste vliegen. Recentere experimenten volgen E&R-voorspellingen op met RNAsequencing en genetische kruisingen. Dergelijke inspanningen bij het combineren van E&R met experimentele validaties zouden krachtig moeten zijn bij het identificeren van genen die de aanpassing bij vliegen reguleren.

### Micro-organismen
Veel micro-organismen hebben een korte generatietijd, hebben gemakkelijk te sequencen genomen en een goed begrepen biologie. Ze worden daarom vaak gebruikt voor experimentele evolutiestudies. De bacteriesoorten die het meest worden gebruikt voor experimentele evolutie zijn onder meer Pseudomonas fluorescens, Pseudomonas aeruginosa, Enterococcus faecalis en Escherichia coli (zie hieronder), terwijl de gist Saccharomyces cerevisiae is gebruikt als model voor de studie van de eukaryotische evolutie.

#### Lenski'sEscherichia coliexperiment
Eén van de meest bekende voorbeelden van bacteriële evolutie in het laboratorium is het E. coli langetermijnevolutie-experiment van Richard Lenski. Op 24 februari 1988 begon Lenski met het kweken van twaalf stammen van E. coli onder identieke groeiomstandigheden. Toen een van de populaties het vermogen ontwikkelde om citroenzuur uit het groeimedium aeroob te metaboliseren en een sterk toegenomen groei vertoonde, leverde dit een dramatische observatie op van evolutie in actie. Het experiment gaat tot op de dag van vandaag door en is nu het langstlopende (in termen van generaties) gecontroleerde evolutie-experiment dat ooit is uitgevoerd. Sinds het begin van het experiment zijn er meer dan 60.000 generaties verlopen. Lenski en collega's publiceren regelmatig updates over de status van de experimenten.

### Leishmania donovani
Bussotti en medewerkers isoleerden amastigoten uit Leishmania donovani, een trypanosome protozoa en kweekten ze in vitro gedurende 3800 generaties (36 weken). De kweek van deze parasieten liet zien hoe ze zich aanpasten aan in vitro omstandigheden door het verlies van een NIMA-gerelateerde kinase 1 te compenseren, belangrijk voor de correcte voortgang van de mitose, door de expressie van een andere homologe kinase te verhogen naarmate de kweekgeneraties vorderden. Verder werd waargenomen hoe L. donovani is aangepast aan in vitro cultuur door de expressie van 23 transcripten gerelateerd aan flagelle biogenese te verminderen en de expressie van ribosomale eiwitclusters en niet-coderende RNA's zoals nucleolar small RNA's. De flagel wordt door de parasiet in de in vitro cultuur als minder noodzakelijk beschouwd en daarom leidt de progressie van generaties tot de eliminatie ervan, waardoor een energiebesparing ontstaat als gevolg van de lagere motiliteit, zodat de proliferatie en de groeisnelheid in de cultuur hoger zijn. De geamplificeerde snoRNA's leiden ook tot verhoogde ribosomale biosynthese, verhoogde eiwitbiosynthese en dus tot verhoogde groeisnelheid van de cultuur. Deze aanpassingen die gedurende generaties parasieten worden waargenomen, worden bepaald door copynumbervariaties (CNV) en epistatische interacties tussen betrokken genen en stellen ons in staat de genomische instabiliteit van Leishmania door de post-transcriptionele regulatie van genexpressie aan te tonen.

### Laboratoriumhuismuizen

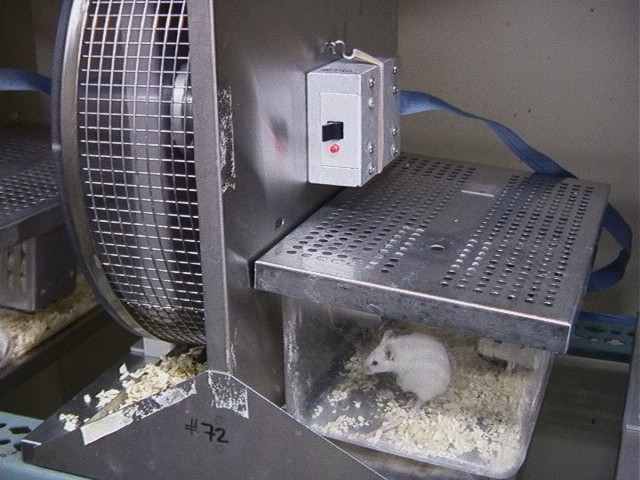
Muis uit het Garland-selectie-experiment met bevestigde tredmolen en rotatieteller.

In 1998 startten Theodore Garland, Jr. en collega's een langetermijnexperiment met het selectief fokken van laboratoriumhuismuizen voor hoge vrijwillige activiteitsniveaus in tredmolens. Dit experiment gaat ook tot op de dag van vandaag door (> 90 generaties). Muizen van de vier "High Runner"-lijnen (HR-lijnen) zijn geëvolueerd om bijna drie keer zoveel tredmolenomwentelingen per dag te draaien vergeleken met de vier niet-geselecteerde controlelijnen van muizen, voornamelijk door sneller te rennen dan de controlemuizen in plaats van meer minuten per dag te rennen.

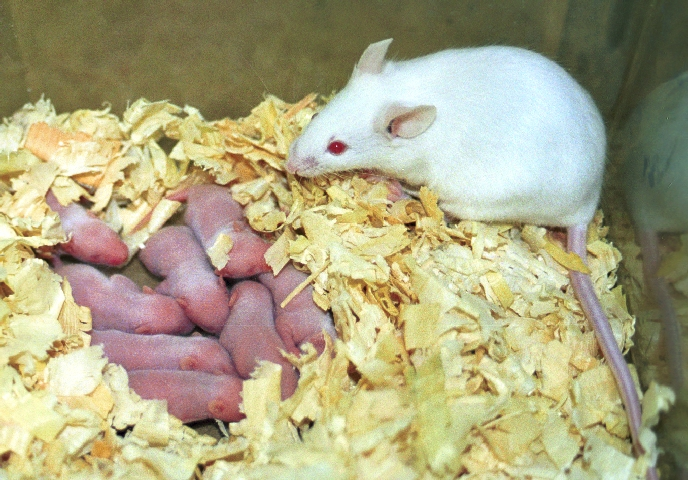
Vrouwelijke muis met haar nestje, uit het Garland-selectie-experiment.

De HR-muizen vertonen een verhoogde maximale zuurstofopnamevermogen wanneer ze worden getest op een gemotoriseerde loopband. Ze vertonen ook veranderingen in motivatie en het beloningssysteem van de hersenen. Farmacologische onderzoeken wijzen op veranderingen in de functie van dopamine en het endocannabinoïdesysteem. De HR-lijnen zijn voorgesteld als een model om de menselijke aandachtstekort-hyperactiviteitstoornis (ADHD) te bestuderen. De toediening van Ritalin bleek hun tredloopsnelheid te verminderen ongeveer tot de niveaus van de controlemuizen.

### Multidirectionele selectie op rosse woelmuizen
In 2005 startte Paweł Koteja samen met Edyta Sadowska en collega's van de Jagiellonische Universiteit (Polen) een multidirectionele selectie op een niet-laboratoriumknaagdier, de rosse woelmuis Myodes (= Clethrionomys) glareolus. De rosse woelmuizen werden geselecteerd op drie verschillende eigenschappen, die een belangrijke rol speelden in de adaptieve radiatie van gewervelde landdieren: hoge maximale snelheid van een aerobe metabolisme, neiging tot predatie en herbivoor vermogen. Aerobe lijnen werden geselecteerd op basis van het maximale zuurstofverbruik dat werd bereikt tijdens het zwemmen bij 38°C; Predatie-lijnen – voor een korte tijd voor het vangen van levende krekels; herbivore-lijnen – voor het vermogen om de lichaamsmassa te behouden wanneer ze een dieet van lage kwaliteit kregen, “verdund” met gedroogd graspoeder. Er werden vier nakomelingenlijnen aangehouden voor elk van de drie selectierichtingen en nog eens vier als niet-geselecteerde controles.
Na ongeveer 20 generaties selectief fokken ontwikkelden de rosse woelmuizen uit de aerobe lijnen een 60% hogere door zwemmen geïnduceerde stofwisseling dan woelmuizen uit de niet-geselecteerde controlelijnen. Hoewel het selectieprotocol geen thermoregulerende belasting oplegt, zijn zowel de basale stofwisseling als thermogene capaciteit toegenomen in de aerobe-lijnen. De resultaten hebben dus enige ondersteuning geboden voor het “aerobe capaciteitsmodel” voor de evolutie van warmbloedigheid bij zoogdieren.
Meer dan 85% van de predatore rosse woelmuizen vangen de krekels, vergeleken met slechts ongeveer 15% van de niet-geselecteerde controle rosse woelmuizen en ze vangen de krekels sneller. Het toegenomen predatie gedrag gaat gepaard met een meer proactieve coping-stijl (“persoonlijkheid”).
Tijdens de test met een dieet van lage kwaliteit verliezen de plantenetende rosse woelmuizen ongeveer 2 gram minder massa (ongeveer 10% van de oorspronkelijke lichaamsmassa) dan de controlemuizen. De herbivore rosse woelmuizen hebben een veranderde samenstelling van de bacteriële microbioom in hun blindedarm De selectie heeft dus geresulteerd in de evolutie van de gehele holobiont en het experiment kan een laboratoriummodel bieden van de hologenome evolutie.

### Synthetische biologie
Synthetische biologie biedt unieke mogelijkheden voor experimentele evolutie, waarbij de interpretatie van evolutionaire veranderingen wordt vergemakkelijkt door genetische elementen in gastheergenomen in te voegen en selectie toe te passen die specifiek op dergelijke elementen is gericht. Synthetische biologische netwerken ingevoegd in het genoom van Escherichia coli of de knopvormende gist Saccharomyces cerevisiae degraderen (verliest functie) tijdens laboratoriumevolutie. Met de juiste selectie kunnen de mechanismen die ten grondslag liggen aan het evolutionaire herstel van een verloren biologische functie worden bestudeerd. Experimentele evolutie van zoogdiercellen die synthetische gennetwerken bevatten laten de rol van cellulaire heterogeniteit in de evolutie van resistentie tegen geneesmiddelen zien, met gevolgen voor de chemotherapieresistentie van kankercellen.

### Andere voorbeelden
Stekelbaarzen hebben zowel zee- als zoetwatersoorten, waarbij de zoetwatersoorten zich sinds de laatste ijstijd hebben ontwikkeld. Zoetwatersoorten kunnen koudere temperaturen overleven. Wetenschappers hebben getest of ze deze evolutie van koudetolerantie konden reproduceren door zee-stekelbaarsjes in koud zoet water te houden. Het kostte de zee-stekelbaarsjes slechts drie generaties om te evolueren naar een verbetering van 2,5 graden Celsius in koudetolerantie, die wordt aangetroffen bij wilde zoetwaterstekelbaarsjes.
Microbiële cellen en recentelijk zoogdiercellen (Chinese dwerghamster-eierstokcellen) zijn ontwikkeld onder voedingsstoffen beperkende omstandigheden om hun metabolische respons te bestuderen en cellen te ontwikkelen voor nuttige eigenschappen.